# Paullinia carrenoi
Paullinia carrenoi är en kinesträdsväxtart som beskrevs av Steyermark. Paullinia carrenoi ingår i släktet Paullinia och familjen kinesträdsväxter. Inga underarter finns listade i Catalogue of Life.